# Alpinia aenea
Alpinia aenea är en enhjärtbladig växtart som beskrevs av Brian Laurence Burtt och Rosemary Margaret Smith. Alpinia aenea ingår i släktet Alpinia och familjen Zingiberaceae. Inga underarter finns listade i Catalogue of Life.